# Schullehrer

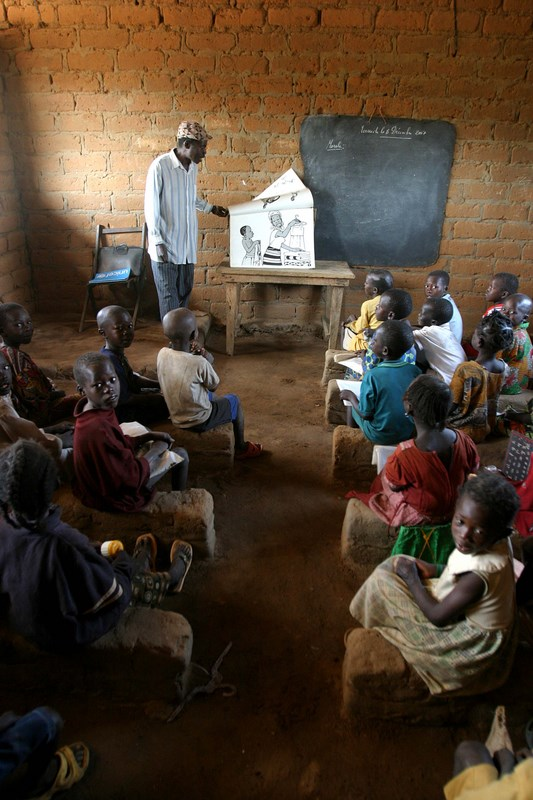
Schullehrer in einem Flüchtlingscamp in der Zentralafrikanischen Republik (2007)

Als Schullehrer oder kurz Lehrer werden Personen bezeichnet, die berufsmäßig anderen Menschen (vornehmlich Kindern und Jugendlichen) im Schuldienst Unterricht erteilen. Lehrer arbeiten als Angestellte oder Beamte in öffentlichen oder privaten Schulen.

## Internationale Statistik
Die folgende Statistik bildet ab, wie viele Lehrer in den jeweiligen Staaten an allgemeinbildenden Schulen (öffentlich und privat) tätig sind. Auch Teilzeitkräfte sind berücksichtigt.
Die Staaten sind der Zahl ihrer Einwohner nach geordnet.
| 15.000.000 |

| 6.483.660 |

| 3.500.000 |

| 2.603.650 |

| 2.000.000 |

|  | 1.147.877 |

|  | 466.800 |

|  | 586.000 |

|  | >1.000.000 |

|  | 900.000 |

|  | 920.308 (ohne Lehrer an Privatschulen) |

|  | 195.302 |

|  | >200.000 |

|  | 944.410 |

|  | 809.000 |

|  | 754.726 |

|  | 900.000 |

|  | 869.600 |

|  | ca. 400.000 |

|  | 808.287 |

|  | 922.100 |

|  | 840.000 |

|  | 713.603 |

|  | 426.000 |

|  | 151.882 |

|  | 281.759 |

|  | 430.000 |

|  | 606.141 |

|  | 290.000 |

|  | 509.000 |

|  | 650.000 |

|  | 650.000 |

|  | 114.745 |

|  | 445.175 |

|  | 230.000 |

|  | 201.726 |

|  | >500.000 |

|  | 350.000 |

|  | 217.600 |

|  | >240.000 |

|  | 176.900 |

|  | 235.500 |

|  | 124.200 |

|  | 152.300 |

|  | 200.000 |

|  | 159.400 |

|  | 197.559 |

|  | 124.000 |

|  | 110.507 |

|  | 73.100 |

|  | 110.800 |

|  | 63.500 |

|  | 70.500 |

|  | 124.900 |

|  | 58.700 |

|  | 27.700 |

|  | 31.600 |

|  | 31.500 |

|  | 24.200 |

|  | 11.800 |

|  | 800 |

## Deutschland

### Ausbildung
Siehe auch: Lehrerausbildung
Lehrer werden in Deutschland in der Regel an Universitäten und Pädagogischen Hochschulen ausgebildet. Aufgrund der Kulturhoheit der Länder ist das Studium in den verschiedenen Bundesländern unterschiedlich geregelt. Während eine Einphasige Lehrerausbildung mit integrierten Praxisanteilen gegenwärtig nur noch im Rahmen von Modellversuchen durchgeführt wird, ist die Lehrerausbildung in den meisten Bundesländern verbindlich zweiphasig, d. h. auf einen überwiegend theoretischen ersten Abschnitt, der mit dem sogenannten Ersten Staatsexamen abgeschlossen wird, folgt ein praktisch ausgerichteter Vorbereitungsdienst. Den Abschluss bildet das Zweite Staatsexamen.

### Statistik
Im Schuljahr 2015/2016 waren in Deutschland an allgemeinbildenden Schulen insgesamt 754.726 Lehrer beschäftigt. Diese Zahl umfasst vollzeitbeschäftigte Lehrkräfte ebenso wie teilzeit- oder stundenweise beschäftigte.

### Arbeitsbedingungen
Siehe auch: Schullehrer in Deutschland#Arbeitsbedingungen
Die Anzahl der Unterrichtsstunden, zu denen Lehrer in Deutschland dienstlich verpflichtet sind, hängt von der Schulform und vom Bundesland ab. Sie schwankt zwischen 21 und 28,5 Wochenstunden. Über den gesamten Zeitaufwand der Lehrerarbeit existieren keine Statistiken, die ganz Deutschland abdecken. Die Bildungsforscherin Mareike Kunter (Goethe-Universität Frankfurt) schätzt, dass Tätigkeiten wie das Vorbereiten von Schulstunden, das Korrigieren von Klassenarbeiten, Elterngespräche, Arbeitsgemeinschaften und Verwaltung mehr als 40 % der Arbeitszeit ausmachen; je nach Schulform, Fach und Erfahrung des Lehrers ergibt sich eine Gesamtarbeitszeit von 30–70 Wochenstunden.

### Einkommen und Sozialleistungen
Lehrer werden in Deutschland an öffentlichen Schulen entweder als Beamte oder als Angestellte beschäftigt. Im Jahre 2010 waren in den meisten Bundesländern 80 % und mehr der Lehrer verbeamtet. In Mecklenburg-Vorpommern, Sachsen und Sachsen-Anhalt dagegen waren 80 % und mehr der Lehrer im Angestelltenverhältnis beschäftigt; in Thüringen waren es 43 %.
Aufgrund ihrer Kulturhoheit haben die deutschen Bundesländer die Freiheit, die Bezahlung der Lehrkräfte nicht nach der Bundesbesoldungsordnung, sondern nach eigenen Bestimmungen vorzunehmen. Die Bruttogehälter für verbeamtete Lehrkräfte sind am höchsten in Bayern, Hamburg und Hessen, am niedrigsten in Baden-Württemberg, Rheinland-Pfalz, Bremen und im Saarland (Stand: April 2014). Das durchschnittliche Jahresbrutto eines Sekundarstufe-1-Lehrers betrug in Deutschland im Jahre 2014 55.252 Euro.
Die Sozialleistungen, die Lehrer in Deutschland in Anspruch nehmen können, entsprechen – je nach ihrem Beschäftigungsverhältnis – denen, die Beamte und Angestellte in diesem Land generell genießen.

### Spezialisierungen
Der Gliederung des Schulwesens entsprechend, werden Lehrer in Deutschland speziell für den Unterricht entweder in der Primarstufe, in der Sekundarstufe I oder in der Sekundarstufe II ausgebildet. Eine weitere mögliche Spezialisierung ist die des Sonderschullehrers.

## Vereinigte Staaten

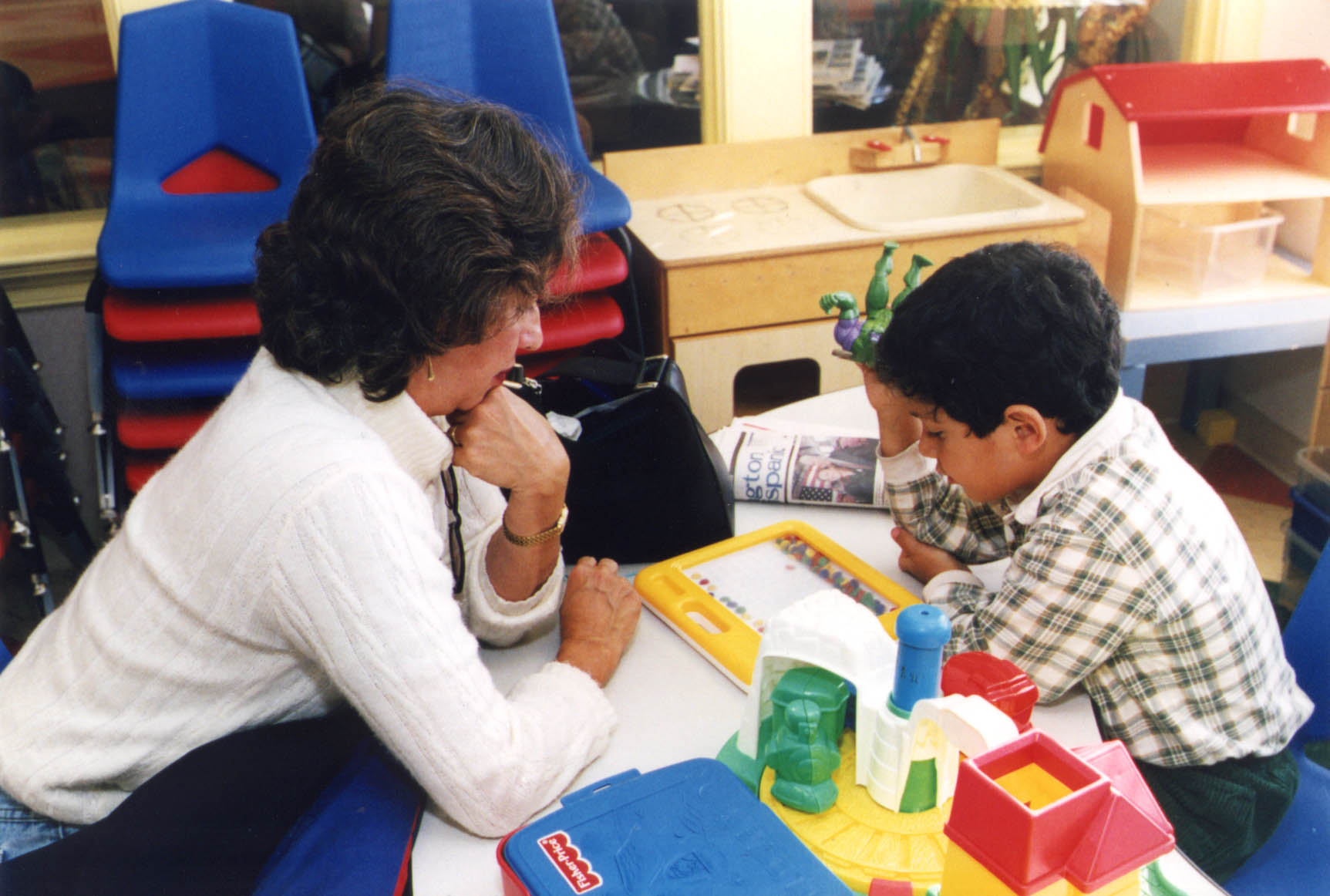
Lehrkraft in einer amerikanischen Grundschule

### Ausbildung
In den USA werden die Voraussetzungen für Erlaubnis, an öffentlichen Schulen zu lehren, von den Bundesstaaten geregelt. Einstellungsvoraussetzung sind meist ein Bachelor-Abschluss und das abgeschlossene Studium eines anerkannten Lehrerausbildungsprogramms. Entsprechend der Gliederung des Schulsystems in Grundschulen, Mittelschulen und High Schools werden spezialisierte Lehrerstudiengänge angeboten. Ein Lehramtsreferendariat wie in Deutschland ist unbekannt. An seine Stelle treten zahlreiche Schulpraktika, die bereits als Bestandteil des Studiums absolviert werden müssen. Da die Schulen ihren Personalbedarf durch herkömmlich ausgebildete Lehrer nicht vollständig decken können, werden in vielen Bundesstaaten Alternativprogramme angeboten, in denen auch Akademiker ohne klassische Lehrerausbildung eine Lehrerlaubnis erwerben können.

### Statistik
Nach einer Schätzung des Bureau of Labor Statistics des amerikanischen Arbeitsministeriums arbeiten in den USA 1,4 Mio. Grundschullehrer (elementary school teachers), 600.000 Middle School-Lehrer und 1 Mio. Highschool-Lehrer.

### Arbeitsbedingungen

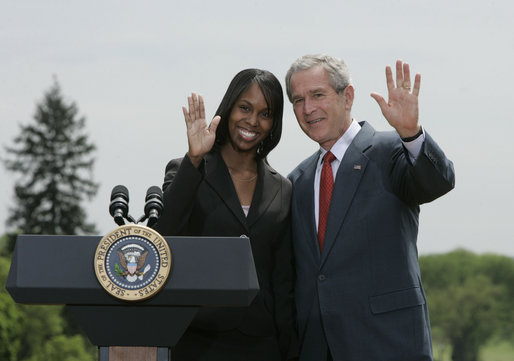
Kimberly Oliver, Lehrerin des Jahres 2006, mit dem damaligen Präsidenten George W. Bush

Anders als in Deutschland werden die Klassenverbände in den USA in jedem Schuljahr neu zusammengesetzt und erhalten neue Klassenlehrer. Lehrer an Grund- und Mittelschulen sind heute mehrheitlich Spezialisten, die ausschließlich Kinder einer einzigen Klassenstufe unterrichten. Lehrer, die mehrere Klassenstufen abdecken können, werden als looping teachers bezeichnet. Ein looping (deutsch: Schleife), bei dem ein Lehrer einen Klassenverband länger als ein Schuljahr betreut, findet an amerikanischen Grund- und Mittelschulen gegenwärtig aber nur im Rahmen von Pilotprojekten statt.
In den USA ist das Lehrerraumsystem, bei dem nicht die Schüler, sondern die Lehrer einen eigenen Unterrichtsraum haben, die Regel; der Arbeitsplatz, den sie sich dort einrichten, ist – abhängig von der finanziellen Ausstattung der Schule – oftmals mit Telefon, Computer und Internetanschluss ausgestattet und wird auch außerhalb der Unterrichtszeit – z. B. zur Unterrichtsvorbereitung – genutzt. Das Lehrerzimmer dient lediglich als Esszimmer und für die informelle Kommunikation mit den Kollegen.
Die Art der Arbeit amerikanischer Lehrer unterscheidet sich – nicht in ihrem Umfang, aber in ihrer Qualität – markant von der deutscher Lehrer. So verbringen amerikanische Lehrer mehr Zeit als ihre deutschen Kollegen mit der detaillierten Evaluierung der Schülerleistungen. Grundschullehrer z. B. führen über jeden Schüler eine individuelle Akte, in der alle Lernfortschritte des Kindes protokolliert werden. In manchen Klassenstufen, z. B. der vierten, wird jede Woche mindestens ein Test geschrieben. Lediglich in den Fächern Kunst, Musik und Sport wird nur wenig evaluiert. Andererseits ist das Curriculum so sehr standardisiert und von vornherein so detailliert ausgearbeitet, dass weniger Zeit für die Unterrichtsvorbereitung benötigt wird. An vielen Grundschulen und Middle Schools werden Naturwissenschaften z. B. im Rahmen von FOSS unterrichtet, einem von Wissenschaftlern des Lawrence Berkeley Lab entwickelten Curriculums, das es Lehrern ermöglicht, Kindern naturwissenschaftliche Prinzipien anhand raffiniert einfacher Experimente zu vermitteln; das Programm umfasst detaillierte Lehrerhandreichungen. Entlastend wirken sich auch die Spezialisierung der Lehrer auf einzelne Klassenstufen und die Zusammenarbeit mit einem Teacher Assistant (Grundschule) bzw. im Lehrerteam (in den Klassenstufen 4+5 vieler Grundschulen, generell an der Middle School) aus.
In der ersten Maiwoche wird in den USA alljährlich die Teacher Appreciation Week (Lehrer-Wertschätzungs-Woche) begangen, in der Schüler und Eltern sich beim Personal der Schulen durch selbstgestaltete Materialien, organisierte Mahlzeiten und ähnliches bedanken. Die Koordination dieser Aktionen fällt traditionell in den Aufgabenbereich der Parent Teacher Associations. In derselben Woche wird sowohl auf nationaler als auch auf bundesstaatlicher Ebene alljährlich ein „Lehrer des Jahres“ geehrt.

### Einkommen und Sozialleistungen
Lehrer erhalten in den USA meist ein Stufengehalt, bei dem die Höhe des Einkommens von der Berufserfahrung abhängt. Das Gehalt hängt stark vom Bundesstaat, von den Lebenshaltungskosten und von der Klassenstufe, auf die der Lehrer spezialisiert ist, ab. Im Jahr 2004 betrug das mittlere (Median) Einkommen für Lehrer 46.000 US$; das mittlere Einstiegsgehalt für einen Lehrer mit Bachelor-Grad wurde auf 32.000 US$ geschätzt. Bei Highschool-Lehrern betrug das mittlere Gehalt im Jahr 2008 50.872 US$. Das höchste Durchschnittsgehalt erzielte im Jahre 2013 New York ($72.708), das niedrigste South Dakota ($39.850). Einige Arbeitsverträge schließen eine Erwerbsunfähigkeitsversicherung, Lebensversicherung und Geldanlage-Optionen ein.

### Spezialisierungen
Eine Besonderheit des amerikanischen Schulsystems sind Teacher Assistants und Substitute Teachers. Ein Teacher Assistant (Lehrer-Assistent) ist eine fest angestellte Hilfslehrkraft, die – häufig in Teilzeit – den Klassenlehrer bei der Arbeit unterstützt; Teacher Assistants werden hauptsächlich im Elementarschulbereich eingesetzt. Einstellungsvoraussetzung ist meist ein Highschool-Abschluss, Collegeabsolventen werden jedoch bevorzugt beschäftigt. Einige Colleges bieten spezielle Abschlüsse an. Alle Teacher Assistants werden dann jedoch am Arbeitsplatz eingearbeitet (on-the-job-training). Im Jahr 2006 waren landesweit 1,3 Mio. Teacher Assistants tätig. Ihr mittleres Einkommen betrug 2006 20.740 US$.
Ein Substitute Teacher (Bereitschaftslehrer) ist eine Lehrkraft, die einspringt, wenn der reguläre Lehrer aus Krankheits- oder anderen Gründen nicht zur Verfügung steht. Substitute Teachers werden pro Arbeitstag entlohnt und stehen in den USA so flächendeckend zur Verfügung, dass Unterrichtsausfälle selten sind. Die Voraussetzungen für eine Arbeit als Substitute Teacher sind etwas niedriger als für eine reguläre Lehrtätigkeit, oftmals genügt ein Collegeabschluss. Sozialleistungen erhalten Substitute Teachers meist nicht.
Sowohl behinderte als auch hochbegabte Kinder werden im öffentlichen Schulsystem integrativ, d. h. an den Regelschulen unterrichtet. Behinderte Kinder lernen, wo immer dies möglich ist, gemeinsam mit nicht-behinderten Kindern, werden aber zusätzlich von Special Education Teachers betreut, die je nach Bundesstaat entweder einen Bachelor- oder einen Masterabschluss und darüber hinaus eine abgeschlossene Speziallehrerausbildung vorweisen müssen. 2006 waren landesweit 459.000 Special Education Teachers beschäftigt. Um hochbegabten Kindern zusätzliche Anregungen bieten zu können, aber auch für die Betreuung von Arbeitsgemeinschaften, beschäftigen viele Grundschulen Enrichment Teachers; diese haben häufig keine klassische Lehrerausbildung, besitzen jedoch Expertise auf Gebieten wie z. B. Musik, Fremdsprachen, Mathematik, Schach oder Karate. Im Jahr 2006 waren in den USA 261.000 Enrichment Teachers beschäftigt. Im Sekundärbereich treten an die Stelle des Enrichment Honors- und Advanced-Placement-Programme, die von regulär ausgebildeten Lehrern betreut werden.

## Schullehrer in Film und Fernsehen

### Deutschland
- Der Pauker, Spielfilm, 1958
- Der Lehrer, Fernsehserie, seit 2009
- Unser Lehrer Doktor Specht, Fernsehserie, 1991–1999

### Vereinigte Staaten
- Stand and Deliver, Spielfilm, 1988
- Der Club der toten Dichter, Spielfilm, 1989
- Der knallharte Prinzipal, Spielfilm, 1989
- Dangerous Minds – Wilde Gedanken, Spielfilm, 1995
- Mr. Holland’s Opus, Spielfilm, 1995
- Music of the Heart, Spielfilm, 1999
- School of Rock, Spielfilm, 2003
- Chalk, Spielfilm, 2006
- Half Nelson, Spielfilm, 2006
- Breaking Bad, Serie, 2008
- Words & Pictures – In der Liebe und in der Kunst ist alles erlaubt, Spielfilm, 2013

### Andere Länder
- Keiner weniger – Not One Less, Spielfilm, China, 1999
- Rita, Fernsehserie, Dänemark, seit 2012